# Aegotheles savesi
Aegotheles savesi е вид птица от семейство Aegothelidae. Видът е критично застрашен от изчезване.

## Разпространение
Разпространен е в Нова Каледония.